# Космацькі Греготи
 Геологічна пам’ятка природи «Космацькі Греготи» (втрачена) була оголошена рішенням Івано-Франківського Облвиконкому  №451 від 15.07.1996 року на землях Космацького лісництва (Косівський район, кв. 27 вид. 49,52).
Площа – 1 га.

## Характеристика
Об’єкт на момент створення був представлений мальовничими камянистими розсипами.

## Відомі природні та історичні об'єкти поблизу Космача
- Терношорське святилище. Це давнє культове місце з ритуальними каменями та петрогліфами, розташоване неподалік від Космача. Вважається, що воно має астрономічне значення і використовувалося ще в неоліті.
- Писаний Камінь. Великий скельний масив з наскельними малюнками, який вважається одним з найбільших дохристиянських святилищ в Карпатах. Історики припускають, що тут приносили жертви богу Сонця — Дажбогу.
- Печера Олекси Довбуша. Розташована в селі Космач, ця печера пов'язана з легендами про опришків та їхнього ватажка Олексу Довбуша. Вона вважається однією з найкрасивіших печер в Україні.

## Скасування
Станом на 1.01.2016 року об'єкт не міститься в офіційних переліках територій та об'єктів природно-заповідного фонду, оприлюднених на Єдиному державному вебпорталі відкритих даних http://data.gov.ua/ [Архівовано 4 травня 2016 у Wayback Machine.]. Проте ні в Міністерстві екології та природних ресурсів України, ні у Департаменті екології та природних ресурсів Івано-Франківської обласної державної адміністрації відсутня інформація про те, коли і яким саме рішенням було скасовано даний об'єкт природно-заповідного фонду. Таким чином, причина та дата скасування на сьогодні не відома. Вся інформація про стоворення об'єкту взята із текстів зазначених у статті рішень обласної ради, що надані Державним управлянням екології та природних ресурсів Івано-Франківської області Всеукраїнській громадській організації «Національний екологічний центр України». Відповідно до листа Міністерства екології та природних ресурсів України №9-04/18-16 від 11.01.2016 року "Щодо надання роз'яснення", з якого слідує, що вся інформація про установи природно- заповідного фонду є відкритою.